# Frechinia criddlealis
Frechinia criddlealis là một loài bướm đêm trong họ Crambidae.